# Argyrostrotis herbicola
Argyrostrotis herbicola là một loài bướm đêm trong họ Erebidae.